# 관악구 (선거구)
관악구는 대한민국의 옛 국회의원 선거구이다. 당시 서울특별시 관악구를 관할했다.

## 역사
1973년 7월, 영등포구의 일부 지역이 관악구로 독립했다. 이로 인해 제10대 국회의원 선거를 앞두고 영등포구 갑 선거구에서 관악구에 해당되는 지역들이 분리되어 관악구 선거구가 신설되었다.
1980년 4월, 관악구의 일부 지역(노량진동·상도동·본동·흑석동·대방동·신대방동·동작동·사당동 일부)이 동작구로 분리되었다. 이로 인해 제11대 국회의원 선거를 앞두고 동작구로 분리된 지역들이 새롭게 동작구 선거구를 이루며 분리되었다.
제13대 국회의원 선거를 앞두고 소선거구제가 시행됨에 따라 관악구 선거구가 관악구 갑, 관악구 을 두 선거구로 분리됨에 따라 폐지되었다.

## 역대 국회의원
| 선거   | 정당 | 정당       | 1위 의원 | 정당 | 정당       | 2위 의원 |
| ------ | ---- | ---------- | -------- | ---- | ---------- | -------- |
| 1978년 |      | 신민당     | 김수한   |      | 민주공화당 | 정희섭   |
| 1981년 |      | 민주정의당 | 임철순   |      | 민주한국당 | 한광옥   |
| 1985년 |      | 신한민주당 | 김수한   |      | 민주정의당 | 임철순   |

## 역대 선거 결과

### 대한민국 제10대 국회의원 선거
|  | 61.39% |

|  | 20.49% |

|  | 11.15% |

|  | 3.67% |

|  | 3.28% |

### 대한민국 제11대 국회의원 선거
|  | 33.79% |

|  | 22.36% |

|  | 7.47% |

|  | 6.30% |

|  | 5.36% |

|  | 5.33% |

|  | 5.14% |

|  | 4.72% |

|  | 3.29% |

|  | 3.02% |

|  | 2.08% |

|  | 1.08% |

### 대한민국 제12대 국회의원 선거
|  | 42.97% |

|  | 29.34% |

|  | 23.25% |

|  | 4.41% |

## 같이 보기
- 서울 관악구의 국회의원